# 필립 왕의 전쟁
필립 왕의 전쟁(King Philip's War)은 1675년 6월 20일부터 1678년 4월 12일까지 토지 갈등을 둘러싼 미국 인디언 부족인 왐파노아그 부족과 플리머스 식민지를 구축한 필그림 파더스 간에 벌어진 전쟁이다. 이 전쟁을 끝으로 이주민의 식민지를 대상으로한 원주민들의 대규모 저항은 사실상 종결되었다.

## 개요

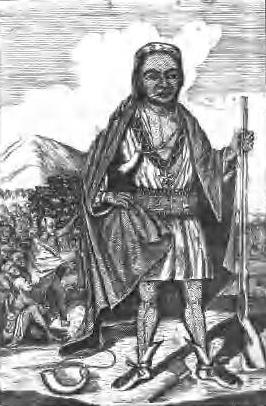
필립왕의 초상, by 폴 리비어, 1772년 벤자민 교회의 The Entertaining History of King Philip's War

필립왕의 인디언식 본명은 메타코멧(Metacomet)으로 그가 유럽식 복장과 관습을 받아들였다고 해서 식민지 사람들은 그를 필립왕이라고 불렀다. 메타코멧은 왐파노아그 부족의 족장이었던 마사소이트의 아들이었다. 마사소이트는 식민지 주민들과 평화 협정을 맺는 등 원만한 관계를 유지하였다. 그가 죽은 후 메타코멧의 형 와무숫타(서양식 이름으로는 알렉산더)가 추장의 자리를 계승하였다. 그러나 식민지 법원에서 심문을 한다며 소규모 부대를 보내어 와무숫타를 끌고 갔고, 그 와중에 그가 질병으로 사망한다. 부족 내에서는 식민지인들이 추장을 독살했거나 적어도 함부로 다루어서 사망했다는 소문이 돌기 시작했다. 형의 죽음 이후 메타코멧이 추장의 자리를 계승했다.
전쟁의 결정적 원인이 된 것은 늘어난 영국인 개척자와 그만큼 늘어난 토지 수요였다. 식민지인들은 마소사이트와 합의했던 경계를 넘어서 들어오기 시작했고 개척자들의 토지 구입이 늘어남에 따라 인디언은 좁은 영토로 제한되게 되었다. 메타코멧 같은 인디언 지도자들은 점점 줄어드는 토지에 분개를 했고, 그 상황을 늦추거나 반전시킬 수 있는 방법을 찾고 있었다. 특히 그의 신경을 자극한 것은 스완지 타운 건설이었고, 그곳은 왐파노아그 족의 수도 마운트 호프에서 몇 마일 밖에 떨어져 있지 않은 곳이었다. 플리머스 의회가 무력을 써서 왐파노아그족의 토지를 마을의 개척자에게 매각하도록 강제하기 시작했다.
분쟁의 계기가 된 것은 1675년 존 사사몬이라는 "기도하는 인디언"(기독교로 개종한 인디언)의 죽음이었다. 사사몬은 필립왕의 조언자이며 친구이기도 했지만, 사사몬이 기독교로 개종하자 두 사람은 결별했다. 사사몬은 인디언과 식민지인들 사이에서 통역가로 활동했다. 1675년 1월 29일 그의 시신이 발견되었고 식민지인들은 조사 끝에 왐파노아그족 전사 3명을 사사몬 살해 혐의로 기소했다. 사사몬 살인 혐의로 기소된 용의자는 필립왕의 최측근 부관 중 한명이었다. 12명의 영국인과 6명의 기도하는 인디언 배심원은 살인죄 혐의를 받고 있는 피고인 인디언에게 사형을 선고했다. 오늘날까지 필립 왕의 부하가 실제로 살인을 저질렀는 지에 대해서는 논란이 제기되고 있다.
필립왕은 마운트 호프에 가까운 본거지에서 전투 준비를 시작했으며, 영국인 농장을 덮쳐 자산을 약탈했다. 이에 대응하여 죠시아 윈슬로 주지사는 민병대를 소집하고, 필립왕의 본거지를 향해 진군을 시작하여 전쟁이 시작되었다.
원주민들은 주로 식민지인들의 마을이나 농장을 습격하고 도망치는 게릴라 전술을 사용했다. 당시 영국 식민지에는 정규군이 없었기 때문에 무장한 일반인으로 구성된 민병대가 전쟁을 담당했다. 전쟁 후반에 평소 왐파노아크족과 분쟁이 있었던 모호크족 전사들 수백명이 민병대에 합세하면서 전황은 급격하게 기울었다.
원주민 전사들은 몸값을 받기 위해 민간인을 공격해 포로로 삼기도 했는데, 그런 공격 중 하나로, 메리 로란드슨이라는 여성을 포로로 잡고, 그녀의 아이를 죽였다. 포로가 된 로란드슨의 비망록은 당시 인디언 문화에 대해 많은 정보를 주는 자료가 되었다.
전쟁은 1675년에서 다음 해까지 계속되었다. 영국인은 인디언을 전투로 끌어들이려 했지만, 인디언이 전면전을 피했기 때문에 공격은 번번히 좌절되었다. 그들은 영국인들을 당황케 하는 게릴라 전술을 이용했다. 벤자민 처치 대장은 우호적인 인디언의 조력을 받으려는 노력을 계속하고 있었다. 필립왕의 평지에도 인디언과 싸우는 법을 배우려고 했지만, 어느 인디언도 잠재적인 적이라고 생각되는 플리머스의 지도자들에게 그 방법을 알려주지는 않았다. 결국, 윈슬로 지사와 플리머스의 군책임자 윌리엄 브래드포드 소령(죽은 윌리엄 브래드포드 주지사의 아들)은 당황했고, 처치에게 영국인과 인디언 연합군을 만들 권한을 부여했다. 처치는 사코넷토와 동맹을 맺고 연합군으로 대회전을 회피하고 있던 필립왕을 추적하기 시작했다. 1676년 7월에 처치의 부대는 수백 명의 인디언을 큰 전투 없이 잡았지만, 필립왕은 번번히 탈출했다. 영국 측에 전향한 인디언 포로를 사면시킬 권한을 부여받았기 때문에 처치의 부대는 크게 증가하였다. 1676년 8월 12일 로드아일랜드의 늪지대에 은신해 있던 필립 왕은 포카셋 인디언에게 살해되었고, 전쟁은 곧 압도적인 영국군의 승리로 끝났다.

## 전후
이 전쟁에서 식민지의 600명과 포로로 잡혀서 처형되었거나 노예로 버뮤다에 팔려간 토종 인디언을 포함하여 6,000명 이상이 사망을 했다. 영국 성인 남성 인구의 8%가 죽은 것으로 추정되었지만 대부분의 기준으로는 큰 숫자이다. 그러나 인디언에게 준 충격은 더욱 컸다. 많은 사람이 죽었고, 도망갔으며, 노예로 타처에서에 팔려나갔기 때문에, 뉴잉글랜드 인디언 인구는 60% 내지 80%가 감소했다. 전쟁 이후 남은 왐파노아그족은 약 400명에 불과했다. 버뮤다에 노예로 팔려간 이들 중에는 메타코멧의 아들과 아내도 포함되어 있었다. 오늘 날 버뮤다 인중 많은 이들의 선조가 이렇게 끌려온 사람들이었다. 살해된 메타코멧의 시신은 4조각으로 잘렸으며, 머리는 막대기에 꿰어져 전시되었다.
필립왕 전쟁 이후에도 아메리카 원주민들의 소규모 저항은 계속되었으나 이렇다할 성과를 보지 못했으며 그 규모도 필립왕 전쟁에 비해서 아주 작았다.

## 같이 보기
- 필그림 파더스
- 플리머스 식민지